# Erica inclusa
Erica inclusa là một loài thực vật có hoa trong họ Thạch nam. Loài này được H.L.Wendl. ex Benth. mô tả khoa học đầu tiên năm 1839.